# Život kao film
„Život kao film“ je dokumentarni televizijski esej u trajanju od 32 minute, o velikom reditelju Emiru Kusturici, reditelja Slobodana Ž. Jovanovića, a u proizvodnji Radio-televizije Srbije 2005. godine.
Kroz montažu atrakcije reditelj Slobodana Ž. Jovanovića otkriva svet reditelja Emira Kusturice koristeći inserte iz njegovih filmova i povezujući ih sa odrastanjem i životom našeg velikog reditelja. U emisije lično govori i sam Emir Kusturica o svojim stavovima, željama, iskustvima... 

## Autorska ekipa
- Reditelj Slobodan Ž. Jovanović
- Monražer Branko Radičević

## Učestvuje
- Emir Kusturica

## Spoljašnje veze
- Život kao film на веб-сајту  (језик: енглески)